# Maria Tipo

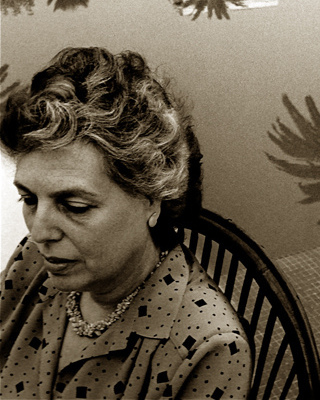
Maria Tipo: Porträt – Augusto De Luca

Maria Luisa Tipo (* 23. Dezember 1931 in Neapel; † 10. Februar 2025 in Florenz) war eine italienische Pianistin.

## Leben
Maria Tipos Mutter, Ersilia Cavallo, eine Schülerin von Ferruccio Busoni, brachte ihr das Klavierspielen bei. Maria Tipo wurde anschließend von Alfredo Casella und Guido Agosti unterrichtet.
Im Alter von siebzehn Jahren gewann sie 1949 den Concours de Genève, nachdem sie im Vorjahr als Bestplatzierte den zweiten Preis erhalten hatte.
Ihre ersten Auftritte Ende der 1950er Jahre in Nordamerika, wo sie mehr als 30 Mal auftrat, brachten ihr den Spitznamen „Neapolitanischer Horowitz“ ein. Als erste Schallplatte veröffentlichte sie im Jahr 1955 zwölf Sonaten von Domenico Scarlatti; die Aufnahme wurde von der Zeitschrift Newsweek als die „spektakulärste Platte des Jahres“ vorgestellt. Für ihre Goldberg-Variationen von Bach erhielt sie die Goldene Stimmgabel.
Maria Tipo unterrichtete auch, unter anderem in der Scuola di Musica di Fiesole und während des Festival de Gubbio. Sie war tätig an den Musikhochschulen von Genf, Bozen und Florenz.